# District de Mima
Le district de Mima (美馬郡, Mima-gun) est un district situé dans la préfecture de Tokushima, au Japon.

## Géographie

### Démographie
Selon une estimation du 1er décembre 2011, la population du district de Mima était de 10 205 habitants répartis sur une superficie de 194,8 km2 (densité de population de 52 hab./km2).

### Divisions administratives
Le district de Mima est constitué du bourg de Tsurugi.